# Campylocentrum pugioniforme
Campylocentrum pugioniforme är en orkidéart som först beskrevs av Johann Friedrich Klotzsch, och fick sitt nu gällande namn av Robert Allen Rolfe. Campylocentrum pugioniforme ingår i släktet Campylocentrum och familjen orkidéer. Inga underarter finns listade i Catalogue of Life.